# Damakawa jezik
Damakawa jezik (ISO 639-3: dam), jezik istoimene etničke grupe kojim govori između 500 i 1000 ljudi u 3 ili 4 sela u državi Kebbi, Nigerija. Jezik je priznat 2009. godine i označen identifikatorom [dam]. U opasnosti je od izumiranja zbog nametanja jezika c'lela kao materinskog. U jeziku cicipu pripadnike naroda Damakawa nazivaju  Adama'un, a njihov jezik tidama'un.
Proučavao ih je Stuart McGill.
Damakawa pripada u kainji jezike, šira benue-kongoanska skupina, nigersko-kongoanske porodice.

## Maleni rječnik
- ɛshiri... nebo
- ùráná... sunce
- ìppétíyò... mjesec